# サルバドール・ルイーズ
サルバドール・ルイーズ（Salvador Lues、1999年10月6日 - ）は、スーペル・ラグビー・アメリカス、セルクナムに所属するラグビーユニオン選手。

## プロフィール
- ペルー、リマ出身[1]。
- ポジションはプロップ(PR)。
- 身長 179cm、体重 118kg
- チリ代表キャップは11（2025年2月現在）でラグビーワールドカップ2023のチリ代表に選ばれた[2]。

## 略歴
2021年、セルクナムに加入。